# Leodia
Leodia is een geslacht van zee-egels uit de familie Mellitidae. De wetenschappelijke naam werd voor het eerst geldig gepubliceerd door John Edward Gray in 1851.
Het geslacht telt een soort, Leodia sexiesperforata (Leske, 1778), gekenmerkt door zes langwerpige lunules op het pantser. Ze komt voor in de Caribische Zee.